# Nick Chadwick
Nicholas Gerald "Nick" Chadwick (født 26. oktober 1982) er en engelsk fodboldspiller, der spiller for Tamworth. Før dette spillede han for Plymouth Argyle, som han også tidligere spillede for fra 2005 til 2008. Han har tidligere spillet for Everton, Derby County, Millwall, Hereford United, Shrewsbury Town, Chester City, Barrow and Stockport County.